# Bella Fromm
Bella Fromm (Neurenberg, 20 december 1890 – New York, 9 februari 1972) was een Duits journaliste van Joodse afkomst. In 1938 vluchtte zij naar de Verenigde Staten. Daar schreef zij Blood and Banquets. A Berlin Social Diary.

## Biografie
Bella Fromm werd geboren in een welstellende Joodse wijnhandelaarsfamilie, in Kitzingen, in de Duitse deelstaat Beieren. Zij was nog kind toen haar vader stierf. In 1911 trouwde zij met Max Israel, een Joodse handelaar. In 1913 werd hun dochter, Grete-Ellen geboren. Tijdens de Eerste Wereldoorlog werkte Fromm als vrijwilliger voor het Duitse Rode Kruis. In 1918, bij het overlijden van haar moeder, erfde zij het familiefortuin. Bella Fromm scheidde van Israël in 1919. De inflatie van 1923 en de ineenstorting van het bedrijf van haar tweede echtgenoot, Karl Julius Steuermann, maakten een eind aan haar welstand en zij moest nu zelf gaan werken om in haar levensonderhoud te voorzien.

## Journaliste
Fromm ging bij de uitgeverij Ullstein Verlag, werken als journaliste voor de kranten van Ullstein, zoals de Berliner Zeitung en de Vossische Zeitung. Aanvankelijk beperkt ze zich tot de vrouwelijke journalistieke rollen zoals mode en sociale roddels.
Als diplomatiek correspondente en als society-journaliste in Berlijn werd ze meer en meer bekend in de Berlijnse hogere kringen.
Naar eigen zeggen kende ze heel wat vooraanstaande persoonlijkheden, zoals Aristide Briand, Konstantin von Neurath en Leni Riefenstahl.
Zijzelf beweerde later dat ze zelfs Hitler, Hermann Göring, Rudolf Hess en Joseph Goebbels ontmoet had. Maar volgens haar zeggen heeft ze nooit sympathie voor de nazi's gehad.

## Jodenvervolging
In 1933 kwamen de nazi's aan de macht. Journalisten van Joodse afkomst kregen beroepsverbod. Fromm bleef aanvankelijk schrijven onder een schuilnaam. In 1934 stuurde zij haar dochter naar de Verenigde Staten. Werken in de journalistiek werd moeilijker en Fromm ging in de familiale wijnhandel tot ook deze handelsactiviteit niet meer toegankelijk was voor Joden. In 1938, twee maanden voor de Kristallnacht, verliet zij Duitsland.

## De Verenigde Staten
In New York had Bella Fromm verschillende baantjes als naaister, serveerster en secretaresse. Zo ontmoette ze er haar derde echtgenoot Peter Wolffheim. Vanaf 1941 namen ook de Amerikanen deel aan de Tweede Wereldoorlog. Fromm besliste haar ervaringen tijdens de Weimarrepubliek en in nazi-Duitsland neer te schrijven. Blood and Banquets kwam uit in 1942 en werd een bestseller in Amerika. In het boek uitte zij haar bezorgdheid over de opkomst van het nationaalsocialisme. Fromm beweerde dat ze de delen uit haar dagboek letterlijk overgenomen had zoals zij ze oorspronkelijk had opgetekend.
De Amerikaanse historicus Henry Ashby Turner betwist deze bewering.

## Terugkeer naar Duitsland
Eind jaren veertig reisde Bella Fromm regelmatig naar Duitsland om materiaal te verzamelen voor haar voordrachten en boeken. Bovendien was ze daar aanwezig als getuige bij de Processen van Neurenberg in 1947. In 1961 publiceerde ze een roman 'Die Engel weinen (The Angels Cry)' gebaseerd op haar ervaringen in ballingschap. Deze roman werd slecht ontvangen.

## Eerbetuiging
- 1958 - Kruis voor Verdienste Eerste Klasse van de Bondsrepubliek Duitsland